# Eduard Oskar Püttmann
Eduard Oskar Püttmann (* 15. Mai 1880 in Lichterfelde; † 20. März 1936 in Berlin) war ein deutscher Schriftsteller.

## Leben und Werk
Eduard Oskar Püttmann wurde am 15. Mai 1880 in Lichterfelde (damals noch bei Berlin) geboren. Seine Eltern waren der Französischlehrer, Professor und Geheime Regierungsrat Hugo Püttmann (1844–1905), der an der Königlich Preußischen Hauptkadettenanstalt in Lichterfelde tätig war, und dessen Frau Anna, geb. Fliehs.
Eduard Oskar Püttmann nahm offenbar als Soldat am Ersten Weltkrieg teil. Bekannt ist ein Gedicht (Hartmannsweiler Kopf), in dem er sich mit den Schrecken des Krieges auseinandersetzte.
Als Schriftsteller machte sich Eduard Oskar Püttmann ab etwa 1914 einen gewissen Namen. Doch schon 1912 schuf der expressionistische Maler Ludwig Meidner (1884–1966) ein Porträt von Püttmann (Öl auf Leinwand), das auch als „Junger Mann in blauem Anzug“ bekannt ist.
Püttmann war auch Gründer und künstlerischer Leiter des „Theaters des Eros“, dessen erste Aufführung am 6. Juli 1921 im Stadttheater Moabit stattfand. Als homosexueller Mann und Schriftsteller stand Püttmann in Verbindung mit dem Berliner Sexualwissenschaftler Magnus Hirschfeld. Er veröffentlichte unter anderem in den Zeitschriften Der Eigene, die zeitweise den Untertitel „Zeitschrift für Freundschaft und Freiheit“ trug, und Die Freundin. Seine Romane und Erzählungen vor allem der 1920er Jahre kreisen oft um die dramatischen Konflikte, die sich aus den unglücklichen Liebes- und Freundschaftsbeziehungen zwischen homo- und heterosexuellen Männern ergeben. Seine Novelle „Der Sieg des Eros“ wurde am 23. Dezember 1933 beschlagnahmt. In den folgenden Jahren konnte Püttmann offenbar nichts mehr publizieren.
Unbekannt ist nach wie vor, unter welchen Umständen Eduard Oskar Püttmann die Zeit nach der Machtübergabe an die Nationalsozialisten erlebte. Er starb am 20. März 1936 im Alter von 55 Jahren im städtischen Auguste-Viktoria-Krankenhaus in Berlin-Schöneberg. Da war er nach wie vor ledig. Püttmanns Werke finden sich auf der 1938 veröffentlichten „Liste des schädlichen und unerwünschten Schrifttums“, das von den Nationalsozialisten verboten wurde.